# Coll de Tumeneia
El Coll de Tumeneia és una collada que es troba en límit dels termes municipals de la Vall de Boí (Alta Ribagorça) i de Naut Aran (Vall d'Aran), situada en el límit del Parc Nacional d'Aigüestortes i Estany de Sant Maurici i la seva zona perifèrica.

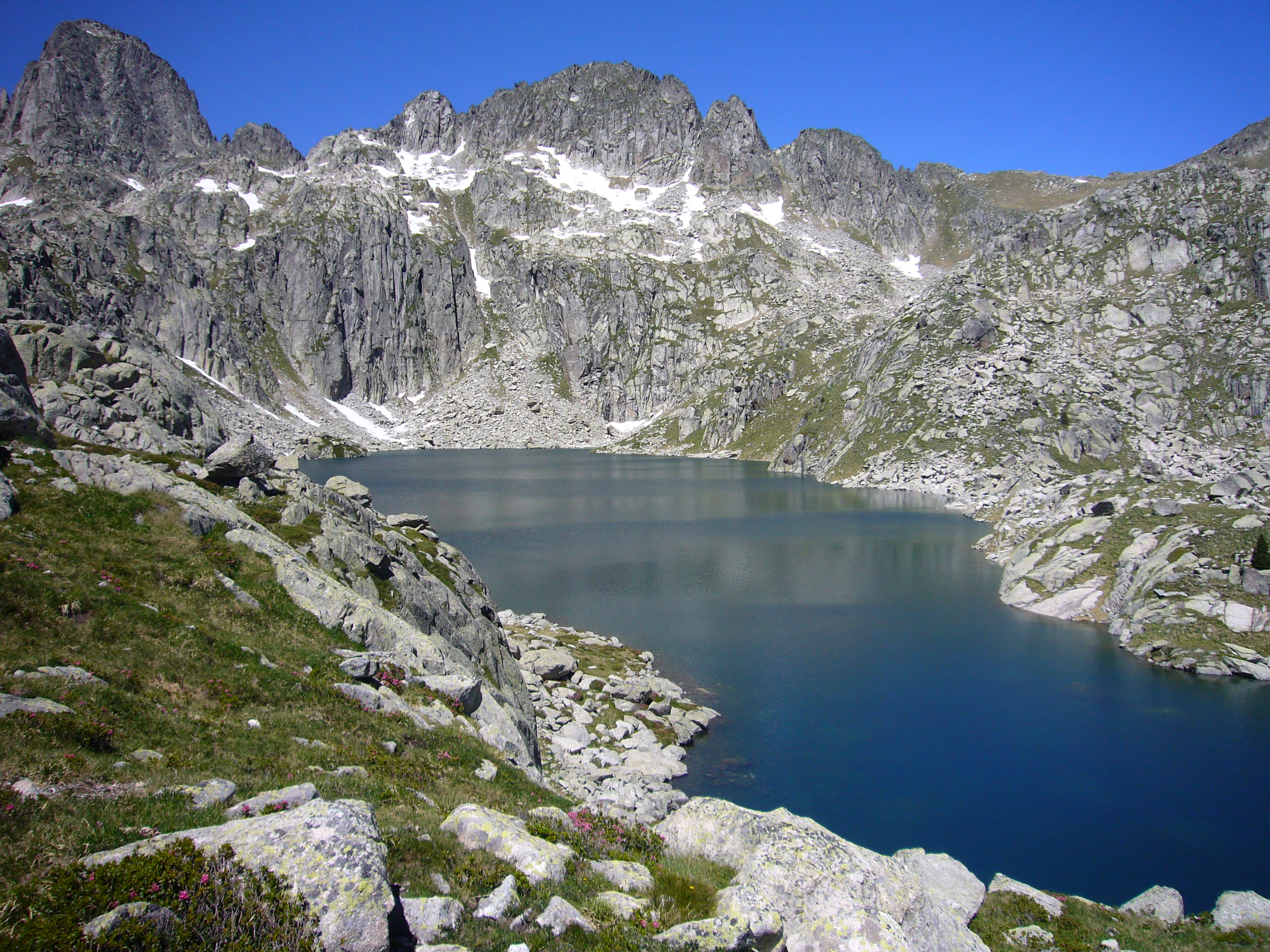
Estany de Tumeneia de Dalt sota el tram central de la Serra de Tumeneia

El coll està situat a 2.603,8 metres d'altitud, en la cresta de la Serra de Tumeneia, entre el Tumeneia (OSO) i el Tuc de Monges (ENE), comunica la nord-occidental vall de Valarties amb la sud-oriental Capçalera de Caldes.

## Rutes
Dues són les rutes més habituals per arribar al coll:
- des del Refugi de la Restanca.
- des del Refugi Joan Ventosa i Calvell, via la riba meridional de l'Estany de Travessani, els Estanys de Tumeneia i l'Estany Cloto.

L'enllaç d'ambdues rutes coincideix amb la variant de l'etapa, de la travessa Carros de Foc, que uneix els dos refugis.
Des del coll es pot atacar el Tumeneia.